# Isacio Calleja
Isacio Calleja (Valle de Cerrato, 6 december 1936 – Madrid, 4 februari 2019) was een Spaans voetballer. Calleja speelde veertien seizoenen voor Atlético Madrid.

## Carrière

### Clubcarrière
Callejo speelde zijn hele profcarrière – op een korte uitleenbeurt aan derdeklasser CD Guadalajara in 1958 na – bij Atlético Madrid, dat hem wegplukte bij de Madrileense amateurclub Club Deportivo Femsa. Hij maakte op 4 januari 1959 zijn debuut in La Liga tegen Real Oviedo. In zijn eerste seizoen speelde hij slechts negen wedstrijden voor de club, maar mettertijd werd hij een belangrijke schakel in het Atlético Madrid van de jaren '60. Zijn grootste triomf op clubniveau behaalde Calleja in 1962, toen hij met Atlético de Europacup II won. Zowel in de eerste finale tegen ACF Fiorentina als in de replay speelde Calleja de volledige wedstrijd. Desondanks werd hij door bondscoach Helenio Herrera niet geselecteerd voor het WK 1962.
Ook in eigen land pakte Callejo prijzen met Atlético Madrid. Nadat hij eerder al twee keer tweede werd in La Liga, werd Calleja in het seizoen 1965/66 met zijn club landskampioen. De club eindigde vervolgens drie seizoenen lager in het klassement, maar in 1970 veroverde Calleja zijn tweede en laatste landstitel met de club. De Copa del Rey (toen onder de naam Copa del Generalísimo) won hij dan weer viermaal. Na de bekerwinst in 1972 zette Calleja een punt achter zijn spelerscarrière.

### Interlandcarrière
Callejo speelde op 19 april 1961 zijn eerste interland voor Spanje, een WK-kwalificatiewedstrijd tegen Wales. Calleja werd uiteindelijk niet geselecteerd voor dat WK. Twee jaar later was hij wél van de partij op het EK 1964, dat Spanje won. Calleja kwam in beide EK-wedstrijden (halve finale tegen Hongarije en finale tegen de Sovjet-Unie) aan de aftrap. De finale tegen de Sovjet-Unie werd de voorlaatste interland van Calleja, pas acht jaar later speelde hij tegen Uruguay nog eens mee.
| Interlands van Isacio Calleja | Interlands van Isacio Calleja | Interlands van Isacio Calleja | Interlands van Isacio Calleja | Interlands van Isacio Calleja | Interlands van Isacio Calleja |
| №                             | Datum                         | Wedstrijd                     | Uitslag                       | Soort Wedstrijd               | Doelpunten                    |
| ----------------------------- | ----------------------------- | ----------------------------- | ----------------------------- | ----------------------------- | ----------------------------- |
| 1.                            | 19 april 1961                 | Wales – Spanje                | 1 – 2                         | Kwalificatie WK 1962          | 0                             |
| 2.                            | 18 mei 1961                   | Spanje – Wales                | 1 – 1                         | Kwalificatie WK 1962          | 0                             |
| 3.                            | 11 juni 1961                  | Spanje – Argentinië           | 2 – 0                         | Vriendschappelijk             | 0                             |
| 4.                            | 23 november 1961              | Spanje – Marokko              | 3 – 2                         | Kwalificatie WK 1962          | 0                             |
| 5.                            | 1 november 1962               | Spanje – Roemenië             | 6 – 0                         | Kwalificatie EK 1964          | 0                             |
| 6.                            | 25 november 1962              | Roemenië – Spanje             | 3 – 1                         | Kwalificatie EK 1964          | 0                             |
| 7.                            | 2 december 1962               | België – Spanje               | 1 – 1                         | Vriendschappelijk             | 0                             |
| 8.                            | 9 januari 1963                | Spanje – Frankrijk            | 0 – 0                         | Vriendschappelijk             | 0                             |
| 9.                            | 11 maart 1964                 | Spanje – Ierland              | 5 – 1                         | Kwalificatie EK 1964          | 0                             |
| 10.                           | 8 april 1964                  | Ierland – Spanje              | 0 – 2                         | Kwalificatie EK 1964          | 0                             |
| 11.                           | 17 juni 1964                  | Spanje – Hongarije            | 2 – 1                         | EK 1964                       | 0                             |
| 12.                           | 21 juni 1964                  | Spanje – Sovjet-Unie          | 2 – 1                         | EK 1964                       | 0                             |
| 13.                           | 23 mei 1972                   | Spanje – Uruguay              | 2 – 0                         | Vriendschappelijk             | 0                             |

## Erelijst
Atlético Madrid
- Landskampioen Spanje

1965/66, 1969/70
- Copa del Generalísimo

1959/60, 1960/61, 1964/65, 1971/72
- Europacup II

1961/62
 Spanje
- Europees kampioenschap

1964